# Титов, Александр Фёдорович (биолог)
Алекса́ндр Фёдорович Тито́в (род. 22 декабря 1949, Петрозаводск) — советский и российский биолог, специалист в области экологической физиологии растений, член-корреспондент РАН (2003).

## Биография
Родился 22 декабря 1949 года в Петрозаводске.
В 1972 году — окончил биологический факультет Петрозаводского Государственного Университета.
В 1976 году — защитил кандидатскую диссертацию, тема: «Морфофизиологический контроль в селекции овсяницы луговой (Festuca pratensis Huds.) на заморозкоустойчивость».
В 1989 году — защитил докторскую диссертацию, тема: «Устойчивость активно вегетирующих растений к низким и высоким температурам: закономерности варьирования и механизмы».
С 1975 года — работает в Института биологии Карельского филиала АН СССР (РАН), пройдя путь от младшего научного сотрудника до заведующего лабораторией экологической физиологии растений (с 1986 года).
С 1991 по 2017 годы — председатель президиума Карельского научного центра РАН.
С 1990 года работает в Карельской государственной педагогической академии, с 1992 года — заведующий кафедрой ботаники и методики преподавания биологии, с 2012 года — заведующий кафедрой биологии и химии.
В 2003 году избран членом-корреспондентом РАН.
Член Общественной палаты Российской Федерации 1 и 6 созыва.

## Научная деятельность
Специалист в области экологической физиологии растений.
Ведет научные изыскания в области экологической физиологии растений и взаимосвязи с влиянием неблагоприятных факторов внешней среды, прежде всего низких и высоких температур на растения.
Один из авторов предложенной и экспериментально обоснованной в работах руководимой им Лаборатории гипотезы «зонального» влияния температуры на активно вегетирующие растения, которая объясняет основные закономерности изменения устойчивости растений и дает развернутую физиолого-биохимическую характеристику реакции растений на действие температур, относящихся к разным температурным зонам.
Предложил и экспериментально обосновал молекулярно-генетическую гипотезу, которая объясняет главные принципы формирования адаптивного ответа растений на действие неблагоприятных температур, в рамках которой показана роль и вклад белоксинтезирующей и гормональной систем в механизмы повышения устойчивости растений.
В последние 10 лет изучает влияние на растения тяжелых металлов и других абиотических факторов.
Участник разработки проекта Закона «Сохранение биоразнообразия в Республике Карелия».
Автор более 280 работ, в том числе 2 монографий (в соавторстве).
Научный редактор более 10 сборников статей и трудов различных научных конференций.

### Участие в научно-организационной работе
- член Российско-Финляндской комиссии по научно-техническому сотрудничеству;
- член Национального комитета по международной геосферно-биосферной программе;
- внештатный советник Главы Республики Карелия по науке и вопросам стратегического развития;
- заместитель председателя Межведомственного координационного совета по науке и технике Республики Карелия;
- член Правительственной комиссии по окружающей среде и природопользованию Республики Карелия;
- руководитель Рабочей группы по проблемным вопросам лесопользования и сохранения биоразнообразия лесов Республики Карелия;
- председатель Регионального экспертного совета РФФИ;
- председатель диссертационного совета по защите кандидатских диссертаций по специальности «физиология и биохимия растений» Института биологии Карельского научного центра РАН;
- действительный член Международной академии информатизации.

- Генетические эффекты отбора у многолетних трав. Л.: Наука, 1982;
- Терморезистентность активно вегетирующих растений. Л.: Наука, 1984;
- Устойчивость растений в начальный период действия неблагоприятных температур. М.: Наука, 2006;
- Устойчивость растений к тяжелым металлам. Петрозаводск, 2007;
- Стратегическое планирование развития периферийных территорий (на примере Республики Карелия). Петрозаводск, 2008;
- Устойчивость растений и фитогормоны. Петрозаводск, 2009;
- Локальное действие высоких и низких температур на растения. Петрозаводск, 2011;
- Биологические особенности северных популяций многолетних злаков. Генетический груз и выживаемость. Петрозаводск, 2012;
- Карельская береза: биологические особенности, динамика ресурсов и воспроизводство. Петрозаводск, 2013;
- Тяжелые металлы и растения. Петрозаводск, 2014.

## Награды
- Орден Почёта (2003)[5]
- Орден Дружбы (2009)[6]
- Заслуженный деятель науки Российской Федерации (1999)[7]
- Государственная стипендия для выдающихся учёных России (1994—1996, 2000—2003)[1]
- Заслуженный деятель науки Республики Карелия[1]
- Орден «Сампо» (16 августа 2024) — за особо выдающиеся заслуги перед Республикой Карелия и её жителями в области науки[8]
- Медаль «За заслуги перед Республикой Карелия» (6 декабря 2019) — за высокие достижения в профессиональной деятельности и заслуги перед Республикой Карелия и ее жителями